# 沖島鎌三

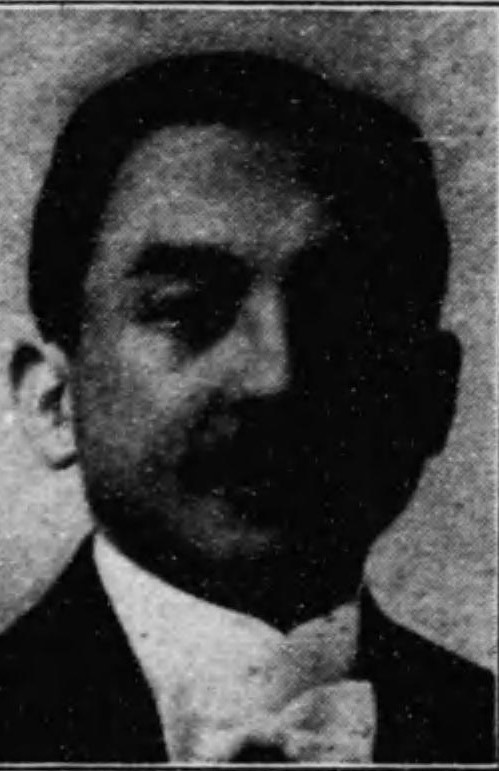
沖島鎌三

沖島 鎌三（おきしま かまぞう、1885年3月15日 - 1975年6月19日）は、日本の政治家。衆議院議員（3期）。

## 経歴
島根県出身。1906年日本大学専門部法律科卒。南樺太に渡り、樺太合同運輸(株)取締役、(株)豊北木工場取締役社長、豊原町商業会議所特別議員、樺太日日新聞社長を経て、農林大臣秘書官、北日本製紙(株)会長、日本麻紡績協会会長となる。
1928年の第16回衆議院議員総選挙では島根2区から中立系（無所属）で立候補して初当選。1930年の第17回衆議院議員総選挙では立憲政友会公認で立候補したが落選。1932年の第18回衆議院議員総選挙で当選。1936年の第19回衆議院議員総選挙で落選。1937年の第20回衆議院議員総選挙で当選。1942年の第21回衆議院議員総選挙では大政翼賛会の推薦を受けたが落選した。終戦後、公職追放となった。1951年追放解除。1975年死去。墓所は多磨霊園。